# Ostenocaris
Ostenocaris è un genere di artropodi tilacocefali giurassici, comprendente almeno due specie note, Ostenocaris cypriformis (Arduini, Pinna, Teruzzi, 1980) e Ostenocaris ribeti (Secrétan, 1985).
È sufficientemente differenziato da essere collocato in una famiglia a parte, Ostenocarididae. Si tratta di un taxon enigmatico, la cui fisiologia e le cui abitudini di vita sono ancora scarsamente conosciute dal materiale fossile. Inizialmente (primi anni 1980) era ritenuto un organismo filtratore, parzialmente infaunale, privo di occhi; più recentemente, come in generale per il gruppo cui appartiene, i tilacocefali, l'interpretazione è passata ad organismo necrofago o predatore, demersale o nectonico, con occhi molto sviluppati e di ambiente marino profondo.

## Distribuzione
Ostenocaris visse tra il Giurassico inferiore (Sinemuriano) e il Giurassico medio (Calloviano) ed è stato rinvenuto primariamente nelle rocce di due siti del Calcare di Moltrasio, in Italia. Questa formazione è nota per la sua buona conservazione con fossili di anellidi, pesci e piante.. Recentemente ne è stata riportata la presenza nel bacino subalpino francese, nel giacimento di La Voulte-sur-Rhône (Ardeche).

## Scoperta
I primi fossili di Ostenocaris sono stati rinvenuti fra il 1964 e il 1980 ad Osteno, sulla sponda italiana del Lago di Lugano (provincia di Como - Prealpi comasche).
La specie venne inizialmente denominata Ostenia cypriformis Arduini, Pinna, Teruzzi 1980 e classificata fra i cirripedi, infraclasse di crostacei marini sessili. Il nome del genere è stato successivamente variato in Ostenocaris perché il nome Ostenia era già stato assegnato ad un insetto dolicopodide della Nuova Zelanda. Dopo il rinvenimento e l'analisi di nuovi esemplari ben conservati, condotta anche con l'asportazione meccanica del carapace (che nascondeva numerosi dettagli anatomici) la classificazione è stata riconsiderata e il genere Ostenocaris è stato assegnato ad una nuova classe di artropodi incertae sedis, i Thylacocephala Pinna, Arduini, Pesarini, Teruzzi 1982; per questa classe tuttavia veniva comunque ipotizzata inizialmente un'affinità filogenetica o una convergenza evolutiva rispetto ai cirripedi.

## Descrizione e interpretazione

### Le origini

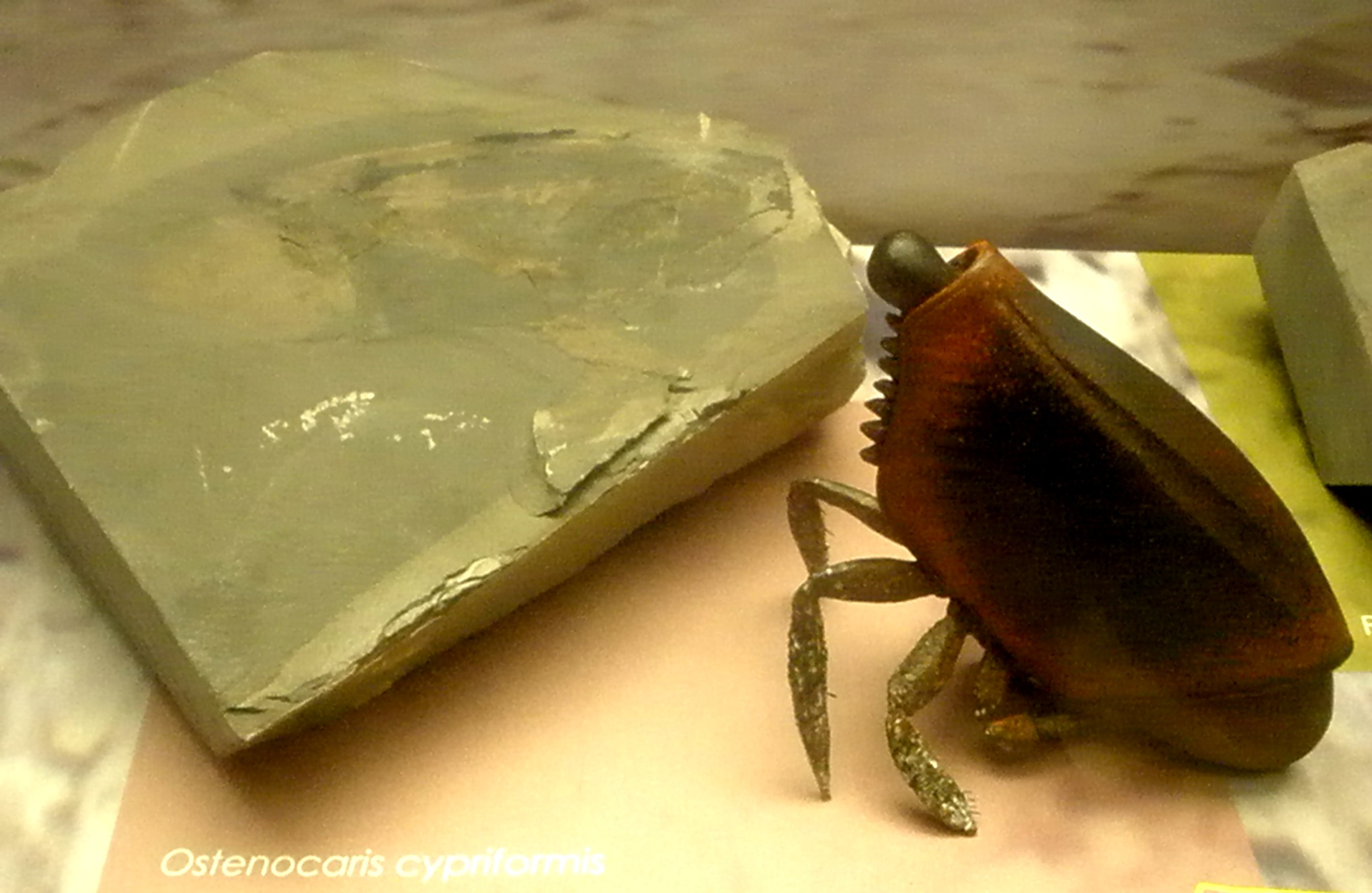
Fossile di Ostenocaris cypriformis e modello ricostruttivo; quest'ultimo mostra la posizione di vita come interpretata originariamente, con il "sacco cefalico" privo di occhi verso il basso (supposto parzialmente infossato nei sedimenti del fondale).

La descrizione originale riporta in sintesi:
- un carapace "univalve" sottile di lunghezza fino a circa 20 cm, di forma trapezoidale, composto da un'area dorsale raccordata senza soluzione di continuità a due aree laterali ripiegate verso il basso, il tutto che determina un'ampia cavità contenente la maggior parte del corpo. Presenza sulla parete esterna di un solco mediano dorsale e due carene laterali longitudinali, di cui quella inferiore si raccorda in basso nella regione anteriore a una forte impronta muscolare (interpretata come inserzione di un muscolo adduttore sulla parte interna del carapace). Margine dorsale convesso; margine anteriore concavo e margine posteriore breve e rettilineo raccordato al margine inferiore ("orale") con un tratto arcuato interessato da una serie di impronte parallele oblique.
- Un "sacco cefalico" di grandi dimensioni, sporgente dal margine anteriore del carapace e ricoperto di minuti elementi definiti come "scleriti", che occuperebbe tutta la parte medio-anteriore dello stesso, con all'interno una struttura globosa interpretata come riproduttiva ("sacco ovarico").
- Una struttura ad ampie circonvoluzioni ansate, interpretata come tubo digerente.
- Una serie di otto segmenti corrispondenti alle impronte parallele posteriori sulla superficie esterna del carapace, interpretati come metameri toracici frniti di corti "toracopodi" appuntiti.
- Un addome estremamente ridotto, in parte sporgente dal margine posteriore e contenente una struttura allungata interpretata come "pene".
- Al margine inferiore del carapace si situerebbe la bocca, provvista di strutture filtranti non ben definite (mandibole e maxille).
- Due paia di antennule e antenne modificate in appendici ambulatorie formate da 4 segmenti, dotate di spine nel secondo e terzo segmento e digitazioni nell'ultimo, seguite da un ulteriore paio di appendici più sviluppate, sempre a 4 segmenti (interpretato come maxillipede e afferente al primo dei "segmenti toracici"), terminante in un segmento stiliforme appuntito.

Con questo tipo di organizzazione, molto peculiare, gli istitutori della classe interpretavano queste forme come animali fondamentalmente sessili, detritivori, in parte fossori ma dotati della possibilità di movimento autonomo per limitati spostamenti realizzati attraverso le appendici più sviluppate, che potevano anche servire per fissarsi al fondale composto da sedimenti fini incoerenti e "agitare" i sedimenti stessi per la filtrazione. Il "sacco cefalico" muscolare avrebbe permesso movimenti atti a favorire l'infossamento entro lo strato superficiale dei sedimenti.

### Sviluppi successivi

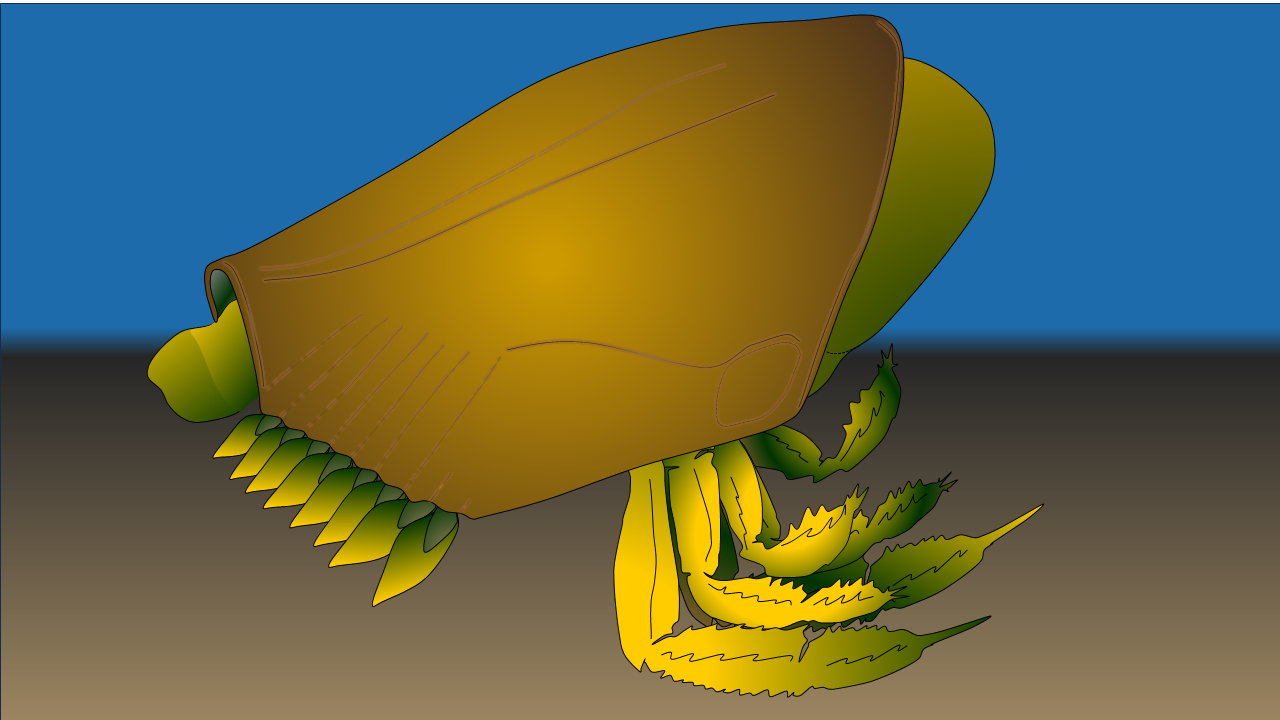
Ricostruzione di Ostenocaris cypriformis basata su studi più recenti. La parte anteriore è rivolta verso l'alto e le appendici posteriori hanno funzione deambulatoria e/o natatoria, mentre le appendici più sviluppate sono rivolte in avanti, con funzione raptatoria.

Negli anni successivi a questo primo lavoro, forme riferibili a tilacocefali sono state riconosciute e revisionate in un gran numero di ambiti di età, orizzonti stratigrafici e condizioni tafonomiche; in conseguenza di ciò, varie osservazioni e controversie nell'ambito della comunità scientifica hanno portato a una revisione piuttosto radicale rispetto alla descrizione e all'interpretazione originaria. I principali elementi di novità sono:
- la presenza in O. cypriformis di residui di organismi (pesci, uncini di cefalopodi, resti di crostacei) entro il sistema digestivo;[12]
- il riconoscimento in O. cypriformis di occhi composti di notevoli dimensioni (precedentemente interpretati come "sacco cefalico" privo di occhi), che hanno portato a correzioni sostanziali nell'interpretazione di questi organismi, non più come organismi sessili (solo occasionalmente e limitatamente deambulanti) bensì mobili e probabilmente predatori e/o necrofagi;[12]
- la presenza di almeno otto paia di strutture interpretabili come branchie (equivocate originariamente come le anse di un intestino molto sviluppato);[13]
- il "sacco ovarico" descritto originariamente nella diagnosi di O. cypriformis (contenente elementi interpretati come uova)[14] si è rivelato in realtà un insieme di elementi vertebrali di pesci (quindi parte del contenuto dell'apparato digerente),[15] rendendo improbabile la presenza di strutture riproduttive nel segmento cefalico. Inoltre, questo implicherebbe uno "stomaco" posto in posizione molto avanzata (poco dietro e tra gli occhi), mentre la struttura interpretata come intestino costituisce in realtà il gruppo delle branchie;[16]
- l'organizzazione bivalve del carapace;
- La presenza in diverse altre forme meglio conservate di occhi composti molto sviluppati, simili a quelli di attuali forme di crostacei necto-planctonici (Hyperiidea) sembra indicare un adattamento a condizioni di elevata profondità del battente d'acqua e conseguente scarsa illuminazione; l'alta densità di ommatidi (interpretati originariamente in Ostenocaris come "scleriti") implicherebbe una buona risoluzione visiva, con la capacità di distinguere piccoli oggetti.[17][18]
- il riconoscimento della funzione raptatoria[N 1] delle appendici, afferenti inoltre alla regione toracica e non cefalica;
- la presenza (verificata per lo meno in alcune forme) di antennule e antenne ventralmente al rostro, elemento che le avvicina ai crostacei e che rende improbabile l'origine delle appendici raptatorie dalla modificazione di antenne.[19]
- la presenza di appendici posteriori dotate di setae con funzione deambulatoria o natatoria, assimilabili ai pleiopodi addominali dei crostacei;

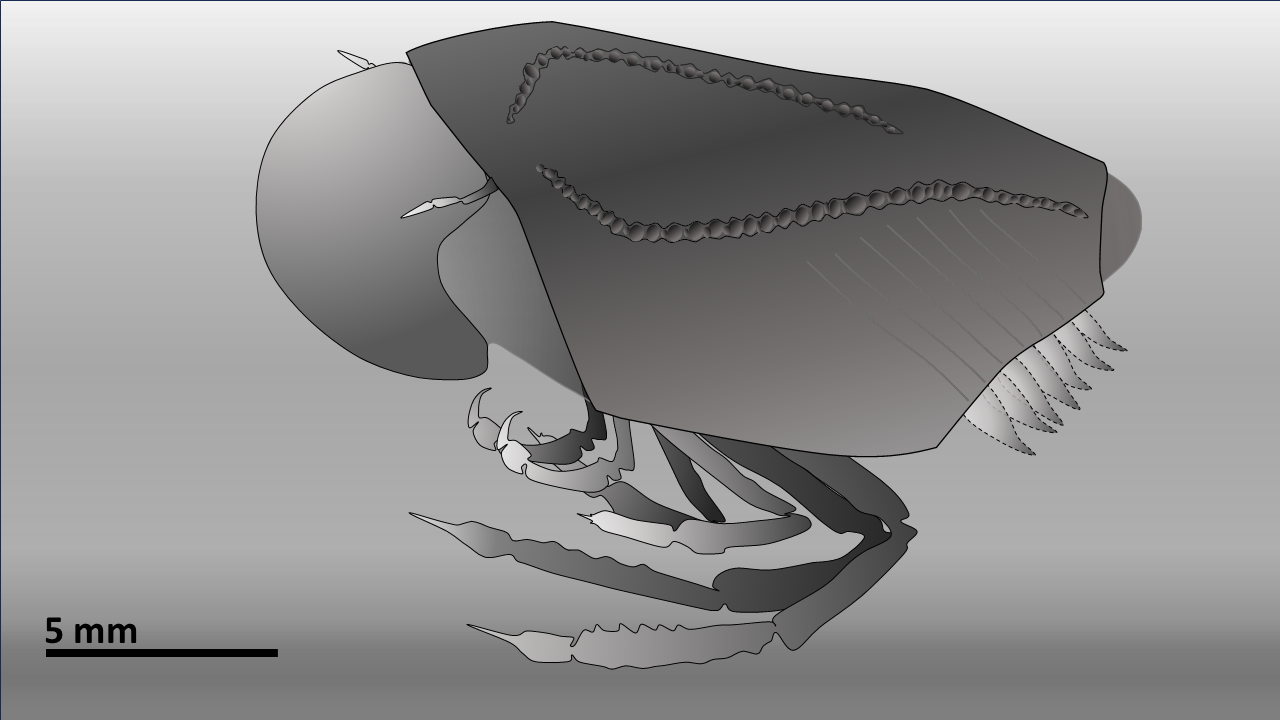
Ricostruzione tentativa di Ostenocaris ribeti.

La classe dei tilacocefali è stata inoltre suddivisa in due ordini, con una classificazione basata sull'organizzazione dell'apparato visivo e sugli annessi elementi dell'esoscheletro e non su altri elementi anatomici (appendici, segmentazione) meno facilmente distinguibili nel materiale fossile:
- Concavicarida Briggs & Rolfe, 1983, costituita da tilacocefali con un carapace dotato di un apparato rostrale prominente che sovrasta anteriormente un incavo ottico ben definito;
- Conchyliocarida Secrétan, 1983, formata da tilacocefali dotati di un incavo visivo e un rostro mal definiti e di occhi situati sulla superficie di un "sacco" cefalico di grandi dimensioni. Ostenocaris, per il sacco cefalico particolarmente voluminoso costituito pressoché interamente da occhi ipertrofici, è stato assegnato a questo ordine.

Più recentemente è stata istituita la nuova specie Ostenocaris ribeti (Laville et al., 2023) dal Calloviano della Francia sud-orientale), la seconda riferita al genere Ostenocaris. Questa specie differisce dalla specie tipo del genere soprattutto per le dimensioni (1,7 cm al massimo, mentre O. cypriformis raggiunge i 20 cm), per la presenza di due carene (dorso-laterale e medio-laterale) molto più pronunciate rispetto a O. cypriformis e fortemente tubercolate, e per la terminazione uncinata del primo paio di appendici raptatorie; il margine dorsale appare inoltre meno convesso. Risulta anche presente una appendice cefalica al margine anteriore del carapace, composta da almeno tre elementi.

## Paleoambiente
L'interpretazione di queste forme è quindi cambiata notevolmente negli ultimi 40 anni. Attualmente, l'interpretazione prevalente identifica i tilacocefali (tra cui Ostenocaris) come carnivori predatori e/o necrofagi adattati a contesti di mare relativamente profondo (superiore a 200 metri di profondità), rientrante nel piano batiale, con associazioni faunistiche in cui gli artropodi sono una componente importante o dominante, associati a vermi, ofiuroidi, pesci e cefalopodi, entro "praterie" a poriferi (spugne silicee) e crinoidi. Si trattava comunque di forme molto più mobili di quanto supposto all'inizio degli studi, probabilmente almeno in parte nectoniche.
Ostenocaris cypriformis è stato rinvenuto originariamente in un contesto stratigrafico e strutturale corrispondente al depocentro del bacino tettonico del Monte Generoso, nel quadro geodinamico del processo di rift che ha interessato dal tardo Triassico (Norico) al Giurassico medio il margine meridionale dell'oceano della Tetide, determinando una forte differenziazione paleogeografica e paleobatimetrica tra alti strutturali (horst) e bacini (graben) con andamento all'incirca nord-sud. Il bacino del Monte Generoso è un graben asimmetrico con il margine più ripido a ovest, corrispondente ad una faglia di importanza regionale (Faglia di Lugano) e si estendeva nell'area che attualmente va dal Varesotto occidentale al Lecchese; la zona del Comasco orientale corrisponde al suo depocentro, nel quale si deponevano nel Giurassico inferiore (Hettangiano-Sinemuriano) i sedimenti carbonatici di origine prevalentemente torbiditica del Calcare di Moltrasio. Nella zona di Osteno si aveva un fondale a sedimentazione emipelagica con scarsa ossigenazione, soggetto a episodi anossici, caratterizzato da depositi micritici scuri laminati con abbondanti spicole di spugne silicee e ricchi di materia organica; si tratta di due lenti di pochi metri di spessore, corrispondenti a situazioni locali, laterali ai flussi torbiditici; qui si sviluppavano faune di fondale del tipo descritto e nell'ambito delle quali vivevano gli Ostenocaris. La presenza frequente di fronde di piante terrestri è in accordo con la relativa vicinanza di terre emerse corrispondenti all'alto strutturale a ovest (la Soglia dell'Arbostora), come prova anche la presenza di dinosauri (Saltriovenator) durante lo stesso periodo.
Ostenocaris ribeti è stato rinvenuto nel giacimento lagerstätte di La Voulte-sur-Rhône (Calloviano; piano terminale del Giurassico medio) (Francia sud-occidentale, dipartimento dell'Ardeche), in un contesto di base di scarpata continentale con sedimenti terrigeni fini di mare profondo, adiacente al margine del Massiccio Centrale verso sud-est, entro un bacino marino collegato alla Tetide.

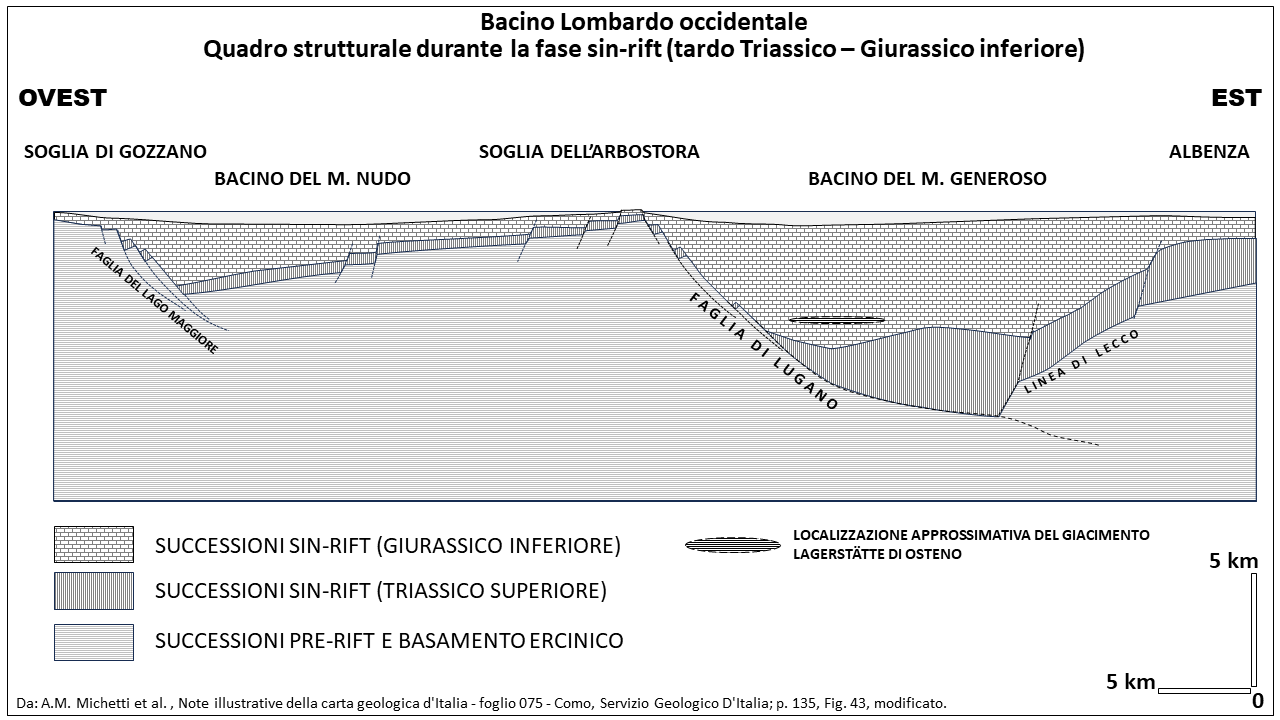
Ubicazione del giacimento fossilifero di Osteno (Sinemuriano) nel contesto strutturale e stratigrafico del rift del Bacino Lombardo.
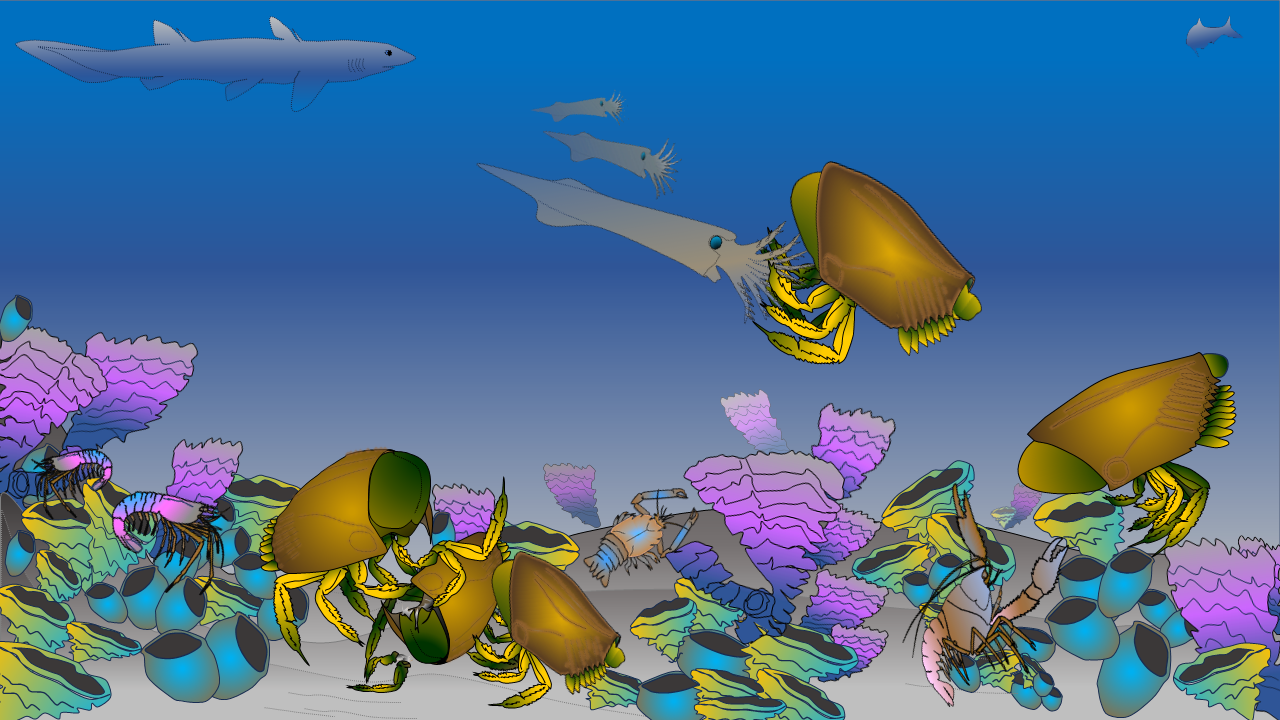
Ricostruzione artistica di una scena ipotetica relativa al giacimento di Osteno (Sinemuriano - Giurassico inferiore). Tilacocefali Ostenocaris cypriformis sono a caccia di cefalopodi (Ostenoteuthis) e di altri artropodi (Coleia, Phlyctisoma). Due si nutrono della carcassa di un conspecifico. Il sedimento, ricchissimo di spicole di spugne silicee, indica che queste forme erano comuni e formavano vere e proprie "praterie" sul fondale. Lo squaliforme Paleospinax pinnai passa sullo sfondo.

### Esplicative
1. ↑  Le appendici raptatorie sono frequenti nelle forme predatrici degli artropodi, con la funzione di afferrare la preda e portarla all'apparato boccale. Generalmente sono costituite da una cuticola ispessita e sclerificata, e sono provviste di elementi appuntiti e taglienti (spine) per trattenere e smembrare la preda. Esempi tipici sono le "zampe" anteriori delle mantidi e, tra i crostacei, delle canocchie.

### Bibliografiche
1. 1 2  Pinna et al. (1982),  p. 470-476; fig. 1-4.
2. ↑  Claville et al. (2023), pp. 25-29.
3. ↑  Pinna et al. (1982), pp. 478-480.
4. ↑  Charbonnier et al. (2010), pp. 119-121.
5. 1 2  Pinna (1985),  p. 171.
6. 1 2  Laville et al. (2023), pp. 25-29.
7. ↑  Pinna et al. (1982),  p. 470.
8. ↑  Pinna et al. (1982),  p. 480.
9. ↑  Pinna et al. (1982),  p. 479-480; fig. 4.
10. ↑  Pinna et al. (1985).
11. ↑  Vannier et al. (2006), p. 203-204, tab. 1.
12. 1 2  Pinna et al. (1985), p. 373.
13. ↑  Van Roy et al. (2010),  p. 2.
14. ↑  Pinna et al. (1982),  p. 473.
15. ↑  Vannier et al. (2006),  p. 210.
16. ↑  Van Roy et al. (2021),  p. 2.
17. ↑  Vannier et al. (2006), p. 210.
18. ↑  Charbonnier et al. (2010), p. 119.
19. ↑  Lange et al. (2001),  p. 907-911, fig. 1-4.
20. ↑  Schram (1990).
21. ↑  Vannier et al. (2006).
22. ↑  Charbonnier et al. (2010), p. 121, 129.
23. ↑  Haug et al. (2014), p. 13.
24. ↑  Michetti et al., pp. 133-135.
25. ↑  Michetti et al., pp. 68-69.
26. ↑  Laville et al. (2023), pp. 2-5.